# پیر فیلیپ دنفر-روشرو
پیر فیلیپ ماری آریستید دنفر-روشرو (به فرانسوی: Pierre Philippe Marie Aristide Denfert-Rochereau) (زاده ۱۱ ژانویه ۱۸۲۳ - درگذشته ۱۱ مه ۱۸۷۸) نظامی و سیاستمدار فرانسوی بود. او با دفاع پیروزمندانه از دژ بلفور (محاصره‌شده در طول جنگ فرانسه و پروس) به شهرت رسید و لقب شیر بلفور (به فرانسوی : le lion de Belfort) را به دست آورد.